# 兵頭祐香
兵頭 祐香（ひょうどう ゆか、1984年10月21日 - ）は、日本の女優・タレントである。奈良県出身。

## 来歴
奈良市立一条高等学校外国語科、関西外国語大学短期大学部英米語学科卒業。河瀬直美監督の映画『沙羅双樹』のオーディションにて主演に抜擢されデビュー。第18回高崎映画祭にて最優秀新人賞を受ける。

## 主な出演作品

### 舞台
- 0.5ミリの遠距離恋愛（2003年、ラフォーレ原宿）
- 劇団赤鬼『A_MAZE』（2005年、新神戸オリエンタル劇場・フェスティバルホール） - ゲスト出演
- 極道人生いばら道（2005年 一心寺シアター倶楽）
- 劇団赤鬼『レボリューションセブン』（2006年、新神戸オリエンタル劇場・北沢タウンホール）- ゲスト出演
- 電視游戲科学舘『ISANA』（2006年、black chamber）
- 大阪野外芸術フェスティバル2006『オーサカヘブン』（2006年、大阪城野外音楽堂）- ゲスト出演
- MATSURI 〜巨大なる祈り〜（2007年 SHOW CASE） ※一人芝居
- -IST零番館プロデュース3 Color Directors Project #1 テラヤマ博〜演劇編〜『書を捨てよ、町へ出よう、とか』（2007年、-IST零番館）
  - 追加公演（2007年）
- MATSURI 2 〜存在の意味〜 opneing act（2007年、アメリカ村 TWICE）
- The Original Tempo「喋るな、遊べ(shut up,play)」（2007年、芸術創造館）
- レミング（2007年、-IST零番館）
- ガラスの仮面（2007年） ※劇団つきかげ2期生
- MATSURI da Yo!! opneing act（2007年、アメリカ村 TWICE）
- collect-colection vol.2『カフェコレ』（2008年、Frying Circus『RadiO』）
- こども・夢・創造プロジェクト〜こどもダンスミュージカル〜『アンデルセン物語』（2008年、こども文化センター）※演出助手・振付・演技指導・出演
- Ladybugs＆クローバー第1回公演『ホンノムシ』（2008年、新宿シアターモリエール・そごう劇場）
- The Originl Tempo『Shut up,Play』2008年 〜ED.ver〜 たこたんフェスタ2008（2008年、森ノ宮プラネットステーション）
- The Originl Tempo『Shut up,Play』＠SWEET ECA studio2 Edinburgh Festival Fringe2008
- ノンバーバルパフォーマンスギア-GEAR-（2010年、トライアル公演 / 2012年 - 、本公演、アートコンプレックス1928） - ドール 役[1]
- つながる音楽劇 麦ふみクーツェ〜everything is symphony!!〜（2015年4月10日 - 19日、世田谷パブリックシアター / 4月23日 - 26日、シアターBRAVA!）[2][3]
- 髙島屋×『ガラスの仮面』×アカルスタジオ バレンタインスタジオ公演
  - 愛のメソッド（2016年1月29日 - 2月14日、アカルスタジオ）
  - 愛のメソッド 2017（2017年2月1日 - 14日、アカルスタジオ）
- Emergency×Emergency『METEORITE』（2017年3月3日 - 5日、ワーサルシアター八幡山劇場） - パフォーマンス[4]
- じんない（2017年8月24日 - 28日、ABCホール / 9月9日 - 11日、あうるすぽっと）
- 『ガラスの仮面』作中劇『忘れられた荒野～狼少女ジェーン～』（2017年12月6日 - 11日、アカルスタジオ） - 演出[5]
- JULIET-5days-（2018年1月20日・21日、アカルスタジオ） - 演出[6]
- バレンタインスペシャル公演2018 新人女優対決『ガラスの仮面・愛のメソッド』（2018年2月1日 - 14日、NAMBA自由劇場アカルスタジオ） - 演出[7]
- 劇団アカズノマ『露出狂』（2018年4月12日 - 15日、ABCホール）[8]
- トライアウト・スタジオ公演 『ガラスの仮面』作中劇『通り雨』（2018年4月27日 - 30日、NAMBA自由劇場アカルスタジオ） - 演出[9]
- STAR☆JACKS act#012『君が為～恋風は楊梅の薫り～』（2018年9月14日 - 10月8日、シアターグリーン BASE THEATER 他）[10]
- 東海道四谷怪談外伝・嘘（2019年1月31日 - 2月3日、白金高輪セレネスタジオ SELENE b2） - ステージングパフォーマンス[11]
- アリスインプロジェクト 「アリスインデッドリースクール 楽園・大阪」（2019年2月27日 - 3月1日、インディペンデントシアター2nd） - ゲスト 竹内珠子 役[12]
- STAR☆JACKS act#013『蝶ヨ舞ヱ、躑躅咲ク春二』『桜舞う夜、君想ふ』（2019年7月18日 - 21日、ABCホール）[13]
- 音楽劇プラネタリウムのふたご（2019年9月28日、堺市立 西文化会館ウェスティ）[14]
- ふたり、静かに 西Ver.（2021年6月23日 - 7月11日、in→dependent theatre 1st 他）[15]
- タクラマカン（2021年10月8日 - 10日、ドーンセンター）[16]
- 浪花節シェイクスピア『富美男と夕莉子』（2022年5月4日 - 30日、紀伊國屋ホール 他）[17]
- リリーエアライン『ホントに？』 Go! Go! Millionaire Girls & Boys（2022年9月3日・4日、大阪市立芸術創造館）[18]
- 舞台『刀剣乱舞』禺伝（ぐでん） 矛盾源氏物語（2023年2月4日 - 19日、TOKYO DOME CITY HALL 他） - 小少将の君 役[19]
- 劇団6番シード『屋根裏のバーニャカウダー』（2023年10月28日、新宿シアタートップス） - 日替わりゲスト[20]
- ゲキバカ 2024年 大千穐楽公演『ごんべい』（2024年3月2日 - 10日、ABCホール 他）[21]
- STAR☆JACKS & Cheeky☆Queens Special Act 2024『天保十二年のシェイクスピア』（2024年8月23日 - 26日、近鉄アート館）[22]

### 映画
- 沙羅双樹（2003年）- 伊東夕 役[23]
- 自由戀愛（2004年）
- beautiful boxer（邦題『beautiful boy』）（2004年）
- ショートフィルム xros（2006年）
- 私の中のアイヒマン（2006年）
- 〜YOSHIMOTO DIRECTOR'S 100〜『デリバリー?』（2007年）
- ニュートラル＊ティンツ（2009年）[24]
- 6月の憂鬱な警官（2013年） - タマミ 役[25]
- カオリと機械油（2014年）

### テレビ番組
- 朗読紀行『火宅の人』（2003年、NHK-BS）
- 日本の祭2006夏 山里が紡ぐ盆踊り（2006年、NHK BS-hi / BS-2）
- かんさい特集 （2006年、NHK総合）[注釈 1]

### テレビドラマ
- ほんとにあった怖い話「憑かれたライダー」（2004年、CX）
- ピロートーク〜ベッドの思惑〜 第5話（2012年、関西テレビ） - 絵美 役
- クロシンリ 彼女が教える禁断の心理術（2021年、関西テレビ/BSフジ）[26]
- 神様のサイコロ（2024年、BS日テレ） - ドキュメンタリーディレクター 色川美咲 役[27][28]

### CM
- サントリーウーロン茶 2004年・2005年CMナレーション
- 近畿医療専門学校 2007年
- 大阪デザイナー専門学校 2008年